# Euchlaena clementina
Euchlaena clementina là một loài bướm đêm trong họ Geometridae.